# 윙스
폴 매카트니 앤 윙스(Paul McCartney and Wings)는 1971년 비틀즈의 멤버 폴 매카트니가 창단한 영국의 록 그룹이다. 매카트니와 린다 매카트니, 데니 세이웰, 데니 레인으로 구성되었다.
상업적 성공과 더불어 멤버들이 자주 바뀌는 것으로 유명하였다. 기타리스트 3인과 드러머 4인으로 이뤄진 라인업을 채용하였는데 매카트니와 레인이라는 쌍두마차는 그룹이 없어지던 순간까지 계속되었다.
1971년 매카트니의 앨범 《Ram》의 발표 이후 창단되었으며 윙스가 발표한 첫 두 앨범 《Wild Life》 (1971), 《Red Rose Speedway》 (1973)은 비틀즈 시절 매카트니의 예술성과 견주자면 실망스럽다는 평이었다. 제임스 본드 영화 《007 죽느냐 사느냐》의 타이틀 트랙을 발표한 이후 맥컬러프와 세이웰이 윙스를 탈퇴한다. 매카트니와 레인은 이후 1973년 발표한 《Band on the Run》을 통해 상업적, 평론적 성공을 이룩한다. 여기에서는 타이틀 트랙과 〈Jet〉가 싱글로 나와 톱 텐 싱글로 자리매김한다. 그 다음해 기타리스트 지미 매컬로크와 드러머 제프 브리튼을 영입, 이후 제프는 또 조 잉글리시로 교체되었다. 새로운 라인업을 구성하고서 1975년 윙스는 《Venus and Mars》를 발표, 미국 1위 싱글 〈Listen to What the Man Said〉을 배출하고 75-76년 동안 무척이나 성공했던 월드 투어를 다녔다. 보다 그룹적인 노력을 기울인 1976년의 《Wings at the Speed of Sound》는 투어 도중에 나온 것으로, 히트 싱글 〈Silly Love Songs〉와 〈Let 'Em In〉을 배출하였다.
1977년 윙스는 싱글 〈Mull of Kintyre〉을 발표, 처음이자 마지막으로 영국 1위를 달성해봤으며, 이것은 역사상 가장 많이 팔린 싱글 중 하나로도 기록되어 있다. 1978년 《London Town》이 나오기 전 매컬로크와 잉글리시가 윙스를 탈퇴하고 다시금 매카트니와 레인은 새롭게 멤버를 꾸렸으니 기타리스트 로렌스 주버와 드러버 스티브 홀리가 그들. 그렇게 만들어진 《Back to the Egg》는 비교적 초라한 성적이었으며, 평론가의 비평도 좋지 않았다. 더군다나 앨범 홍보차로 한 투어에서는 매카트니가 일본에서 대마초 소지로 체포되기 이르렀고 밴드는 스톱되었다. 이후 1980년 〈Coming Up〉이 미국에서 1위를 달성했으나 레인이 윙스를 탈퇴한 이후 81년 해산되었다.

## 디스코그래피

### 스튜디오 앨범
1. 《Wild Life》 (1971년 12월 7일) 영국 #11; 미국 #10
2. 《Red Rose Speedway》 (1973년 5월 4일) 영국 #5; 미국 #1
3. 《Band on the Run》 (1973년 12월 7일) 영국 #1; 미국 #1
4. 《Venus and Mars》 (1975년 5월 27일) 영국 #1; 미국 #1
5. 《Wings at the Speed of Sound》 (1975년 5월 26일) 영국 #2; 미국 #1
6. 《London Town》 (1978년 3월 31일) 영국 #4; 미국 #2
7. 《Back to the Egg》 (1979년 6월 8일) 영국 #6; 미국 #8
8. 《Band on the Run: 25th Anniversary Edition》 (1999년 3월 15일) 영국 #69

### 라이브 앨범
1. 《Wings over America》 (1976년 12월 10일) 영국 #8; 미국 #1

### 컴필레이션
1. 《Wings Greatest》 (1978년 12월 1일) 영국 #5; 미국 #29
2. 《Wingspan: Hits and History》 (2001년 5월 7일) 영국 #5; 미국 #2

## 같이 보기
- 폴 매카트니
- 린다 매카트니
- 데니 레인